# Saló Internacional del Còmic de Barcelona de 1989
El VII Saló Internacional del Còmic de Barcelona o Saló Internacional del Còmic de Barcelona de 1989 es va celebrar entre el dijous 18 i el diumenge 21 de maig de 1989 a les drassanes de Barcelona.
Per primer cop, l'associació Ficomic, recentment creada, fou la responsable d'organitzar el Saló, que va comptar amb Víctor Mora com a president i amb Joan Navarro com a coordinador.
La cerimònia d'inauguració del certamen fou presidida pel Conseller de Cultura Joan Guitart, acompanyat del primer tinent d'alcalde de Barcelona Lluís Armet, el president de Ficomic Pere Vicens, el president del Saló Víctor Mora i el director de Ficomic Joan Navarro.
Carles Santamaría fou el comissari de l'exposició "Els periodistes en el còmic".

## Cartell
El cartell promocional fou il·lustrat per Max, que dos anys abans ja s'havia responsabilitzat d'elaborar el pòster del 5è Saló del Còmic (1985). Vuit anys més tard, Max tornaria a repetir, elaborant el cartell del 15è Saló del Còmic (1997).
El cartell mostra a una multitud de personatges de còmic, entre els quals destaca un detectiu que pren notes. La imatge de l'escena està dividia en diverses vinyetes. Aquest recurs, també l'utilitzaria Albert Monteys anys més tard per il·lustrar el pòster del 19è Saló del Còmic (2001). A l'horitzó del cartell s'entreveu també la silueta de la Sagrada Família, del Monument a Colom i del Temple Expiatori del Sagrat Cor. A més, s'observa un taxi volador ambs els colors groc i negre propis dels taxis de Barcelona, que Max afirmava haver afegit per emplenar el buit del cel i per afegir una referència més sobre Barcelona.

## Exposicions
- Els periodistes en el còmic. L'exposició incloïa a diversos personatges de còmic de professió periodistes, reporters o corresponsals. Va reunir a vinyetes de corresponsals de la revista infantil Dominguín, el col·lega de Superman Jimmy Olsen, el propi Clark Kent (Superman) i Lois Lane, el repórter Tribulete, el personatge Perico Carambola creat per Miguel Gallardo i Ignasi Vidal-Folch, el periodista belga Tintín, l'heroïna francobelga Jeannette Pointu creada per Marc Wasterlain, el personatge Guy Lefranc de l'autor Jacques Martin, l'heroïna Taxi d'Alfonso Font, la protagonista de la Trilogia de Nikopol Jill Bioskop d'Enki Bilal, el periodista Peter Parker (Spider-Man), el personatge Ernie Pike d'Oesterheld, l'intrèpid reporter Frank Cappa de Manfred Sommer, Rubén Plata de la sèrie Opium de Daniel Torres, la sèrie de còmic Mary Noticias o el personatge Ben Urich de Marvel Comics, també amic de Superman. L'exposició fou comissariada pels periodistes culturals Carles Satamaría i Jaume Vidal. Lloc: Palau Marc (Rambla de Santa Mònica, 8).

- Max. Exposició dedicada a l'obra de Max, autor guanyador del premi a la millor obra del Saló Internacional del Còmic de Barcelona de 1988 pel còmic El linaktropunk. Lloc: Les Drassanes.

- Josep Maria Beroy. Exposició monogràfica dedicada a J.M. Beroy, proclamat autor revelació del Saló Internacional del Còmic de Barcelona de 1988. Lloc: Les Drassanes.

- Nova historieta, 30 autors. Lloc: Centra d'art Santa Mònica (Rambla de Santa Mònica, 5)

## Palmarès

### Gran Premi del Saló
- Ambrós

### Millor obra
| Títol                           | Autor                         | Editorial |
| ------------------------------- | ----------------------------- | --------- |
| Quotidiania Delirante           | Miguelanxo Prado              | Norma     |
| Dieter Lumpen. Enemigos comunes | Rubén Pellejero Jorge Zentner | Cimoc     |
| Mujeres raras                   | Nazario                       | La Cúpula |
| Taxi. El laberinto del dragón   | Alfonso Font                  | Cimoc     |
| Cleopatra                       | Mique Beltrán                 | Cairo     |
| Doctor Vértigo                  | Martí                         | El Víbora |
| Escalera de vecinos II          | Pons                          | El Víbora |

### Millor obra estrangera
| Títol                                                              | Títol original                                                  | Autor                        | Editorial              | País         |
| ------------------------------------------------------------------ | --------------------------------------------------------------- | ---------------------------- | ---------------------- | ------------ |
| Fuegos                                                             | Fuochi                                                          | Lorenzo Mattotti             | La Cúpula              | Itàlia       |
| La broma asesina                                                   | Batman: The Killing Joke                                        | Alan Moore Brian Bolland     | Ediciones Zinco        | Estats Units |
| S.P.A.D.S. (XIII)                                                  | S.P.A.D.S. (XIII)                                               | William Vance Jean Van Hamme | Grijalbo/Dargaud       | Bèlgica      |
| Sueños de tiburón II                                               | Lagos connection (Le rêve du requin)                            | Schultheiss                  | Totem / Toutain Editor | Bèlgica      |
| Si yo fuera rey                                                    |                                                                 | Robert Crumb                 | La Cúpula              | Estats Units |
| El último canto de los Malaterre (Los compañeros del crepúsculo 3) | Le Dernier Chant des Malaterre (Les Compagnons du crépuscule 3) | François Bourgeon            | Cimoc/Norma            | França       |
| Juego de luces                                                     | Juego de luces                                                  | Muñoz Sampayo                | El Víbora/La Cúpula    | Argentina    |

### Autor revelació
| Autor                           | Títol                  | Editorial |
| ------------------------------- | ---------------------- | --------- |
| Pasqual Ferry                   | Crepúsculo             | Zona 84   |
| Antonio Navarro Santalla        | Simone                 | Cairo     |
| Raúl                            | Vendrán por Swinemunde | El País   |
| Fernando de Felipe              |                        | Totem     |
| Ricardo Martínez Ignacio Moreno | Goomer                 | El País   |
| Montecarlo                      |                        | Cairo     |
| Bartolomé Seguí                 |                        | El Víbora |
| Miguel Ángel Martín             |                        | Zona 84   |
| Daspastoras                     | Canal 44               | El Víbora |

### Millor fanzine
| Any             | Títol |
| --------------- | ----- |
| 1989            |       |
| Sólo para Locos |       |
| Plot            |       |
| El Boletín      |       |
| TMEO            |       |
| Kaspa de rata   |       |
| Comicguia       |       |

## Programa cultural
| Data                 | Horari   | Acte |
| -------------------- | -------- | --- |
| Dimecres 17 de maig  | 23.00 h. | Festa Murcia Rock al local Aurículo 26                                                                                           |
| Dijous 18 de maig    | 10.00 h. | Obertura i inauguració oficial del Saló                                                                                          |
| Dijous 18 de maig    | 17:00 h. | Taula rodona: Còmic i història Ponents: Víctor Mora, Carlos Giménez i Antonio Hernández Palacios                                 |
| Dijous 18 de maig    | 19.00 h. | Taula rodona: La nova historieta Ponents: Joan Bofill, Montesol, Max i Felipe Hernández Cava                                     |
| Dijous 18 de maig    | 20.00 h. | Presentació de la revista El aventurero (Ediciones B)                                                                            |
| Dijous 18 de maig    | 24:00 h. | Festa El Víbora Lloc: Sala Bikini                                                                                                |
| Divendres 19 de maig | 12.00 h. | Debat: Els drets d'autor Participants: Paru Miserachs, Jaume Marzal, Jordi Bernet i Guillem Cifré                                |
| Divendres 19 de maig | 16.00 h. | Presentació de novetats de la revista El Víbora                                                                                  |
| Divendres 19 de maig | 17.00 h. | Cara a cara amb Josep Maria Beroy                                                                                                |
| Divendres 19 de maig | 18.00 h. | Presentació dels guardons del concurs d'Historieta de la Generalitat de Catalunya                                                |
| Divendres 19 de maig | 19.00 h. | Taula rodona: Els periodistes en el còmic Ponents: Joan Barril, Xavier Vinader, Miguel Gallardo, Carles Santamaría i Jaume Vidal |
| Divendres 19 de maig | 21.30 h. | Sopar oficial del Saló i lliurament dels Premis del Saló Lloc: Hotel Orient                                                      |
| Dissabte 20 de maig  | 11.00 h. | Taula rodona: Els comic books Ponents: responsables editorials d'Ediciones Zinco, Comics Forum i Tebeos S.A.                     |
| Dissabte 20 de maig  | 12.30 h. | Lliurament del premi Boñiga atorgat per l'Escola Joso.                                                                           |
| Dissabte 20 de maig  | 13:00    | Titelles |
| Dissabte 20 de maig  | 16.30 h. | Presentació de les novetats d'Ediciones Zinco Ponent: Miguel Saavedrea i Sergio Pradera.                                         |
| Dissabte 20 de maig  | 17.00 h. | Taula rodona: On és la notícia, és el còmic Ponents: representats de les revistes El Víbora i El Jueves.                         |
| Dissabte 20 de maig  | 18.30 h. | Titelles |
| Dissabte 20 de maig  | 19.00 h. | Debat a la sala d'actes |
| Diumenge 21 de maig  | 12.00 h. | Trobada de fanzines |
| Diumenge 21 de maig  | 13.30 h. | Titelles |
| Diumenge 21 de maig  | 18:30    | Titelles |
| Diumenge 21 de maig  | 20.00 h. | Cloenda del Saló |